# 新坡镇 (邯郸市)
新坡镇，是中华人民共和国河北省邯郸市峰峰矿区下辖的一个乡镇级行政单位。

## 行政区划
新坡镇下辖以下地区：
羊北东社区、羊北西社区、羊南社区、后台村、前台村、姚一村、姚二村、姚三村、姚四村、后朴村、前朴村、新坡村、大潘村、西潘村、野庄村、崔庄村和王庄村。